# Vis Pesaro Calcio 1990-1991
Questa pagina raccoglie le informazioni riguardanti la Vis Pesaro Calcio nelle competizioni ufficiali della stagione 1990-1991.

## Rosa
| N. |                   | Ruolo | Calciatore                |
| -- | ----------------- | ----- | ------------------------- |
|    | Italia (bandiera) | C     | Alessandro Alpini         |
|    | Italia (bandiera) | D     | Robert Raimondo Badalotti |
|    | Italia (bandiera) | C     | Angelo Bevanati           |
|    | Italia (bandiera) | C     | Ferruccio Bonvini         |
|    | Italia (bandiera) | A     | Paolo Calamai             |
|    | Italia (bandiera) | D     | Antonio Di Curzo          |
|    | Italia (bandiera) | C     | Massimiliano Galassi      |
|    | Italia (bandiera) | C     | Maurizio Galli            |
|    | Italia (bandiera) |       | Guidi                     |
|    | Italia (bandiera) | P     | Carlo Magnani             |
|    | Italia (bandiera) | D     | Mauro Mosconi             |

| N. |                   | Ruolo | Calciatore          |
| -- | ----------------- | ----- | ------------------- |
|    | Italia (bandiera) | D     | Renato Olive        |
|    | Italia (bandiera) | D     | Patrizio Paolone    |
|    | Italia (bandiera) | C     | Luca Pazzaglia      |
|    | Italia (bandiera) | C     | Andrea Pinelli      |
|    | Italia (bandiera) | P     | Carlo Riccetelli    |
|    | Italia (bandiera) | C     | Riccardo Secci      |
|    | Italia (bandiera) | C     | Fabrizio Tardini    |
|    | Italia (bandiera) |       | Tondelli            |
|    | Italia (bandiera) | A     | Francesco Zappasodi |
|    | Italia (bandiera) | D     | Carlo Zoratto (II)  |

## Risultati

### Campionato

#### Girone di andata
| 16 settembre 1990 1ª giornata | Vis Pesaro | 0 – 0 | Molfetta |  |

| 23 settembre 1990 2ª giornata | Fasano | 0 – 1 | Vis Pesaro |  |

| 30 settembre 1990 3ª giornata | Riccione | 0 – 1 | Vis Pesaro |  |

| 7 ottobre 1990 4ª giornata | Vis Pesaro | 2 – 0 | Sambenedettese |  |

| 14 ottobre 1990 5ª giornata | Altamura | 0 – 2 | Vis Pesaro |  |

| 21 ottobre 1990 6ª giornata | Vis Pesaro | 0 – 0 | Bisceglie |  |

| 4 novembre 1990 7ª giornata | Vis Pesaro | 0 – 0 | Giulianova |  |

| 11 novembre 1990 8ª giornata | Lanciano | 1 – 0 | Vis Pesaro |  |

| 18 novembre 1990 9ª giornata | Vis Pesaro | 0 – 0 | Vastese |  |

| 25 novembre 1990 10ª giornata | Chieti | 2 – 0 | Vis Pesaro |  |

| 2 dicembre 1990 11ª giornata | Civitanovese | 1 – 0 | Vis Pesaro |  |

| 9 dicembre 1990 12ª giornata | Vis Pesaro | 1 – 0 | Francavilla |  |

| 16 dicembre 1990 13ª giornata | Trani | 0 – 0 | Vis Pesaro |  |

| 30 dicembre 1990 14ª giornata | Vis Pesaro | 1 – 1 | Jesi |  |

| 6 gennaio 1991 15ª giornata | Teramo | 2 – 1 | Vis Pesaro |  |

| 13 gennaio 1991 16ª giornata | Vis Pesaro | 2 – 0 | Martina |  |

| 20 gennaio 1991 17ª giornata | Rimini | 0 – 0 | Vis Pesaro |  |

#### Girone di ritorno
| 3 febbraio 1991 18ª giornata | Molfetta | 1 – 2 | Vis Pesaro |  |

| 10 febbraio 1991 19ª giornata | Vis Pesaro | 1 – 0 | Fasano |  |

| 17 febbraio 1991 20ª giornata | Vis Pesaro | 2 – 1 | Riccione |  |

| 24 febbraio 1991 21ª giornata | Sambenedettese | 1 – 1 | Vis Pesaro |  |

| 3 marzo 1991 22ª giornata | Vis Pesaro | 1 – 0 | Altamura |  |

| 17 marzo 1991 23ª giornata | Bisceglie | 0 – 0 | Vis Pesaro |  |

| 24 marzo 1991 24ª giornata | Giulianova | 0 – 0 | Vis Pesaro |  |

| 30 marzo 1991 25ª giornata | Vis Pesaro | 1 – 0 | Lanciano |  |

| 7 aprile 1991 26ª giornata | Vastese | 1 – 0 | Vis Pesaro |  |

| 14 aprile 1991 27ª giornata | Vis Pesaro | 0 – 1 | Chieti |  |

| 28 aprile 1991 28ª giornata | Vis Pesaro | 0 – 0 | Civitanovese |  |

| 5 maggio 1991 29ª giornata | Francavilla | 2 – 0 | Vis Pesaro |  |

| 12 maggio 1991 30ª giornata | Vis Pesaro | 0 – 1 | Trani |  |

| 19 maggio 1991 31ª giornata | Jesi | 1 – 0 | Vis Pesaro |  |

| 26 maggio 1991 32ª giornata | Vis Pesaro | 2 – 1 | Teramo |  |

| 2 giugno 1991 33ª giornata | Martina | 2 – 1 | Vis Pesaro |  |

| 9 giugno 1991 34ª giornata | Vis Pesaro | 1 – 0 | Rimini |  |